# 서덕규
서덕규( 1978년 10월 22일 ~ )는 대한민국의 은퇴한 축구 선수이며 현 지도자이다. 선수 시절 포지션은 수비수이다.

## 축구인경력

### 선수 경력
2001년 숭실대학교를 졸업하고 K리그 드래프트에서 2순위로 울산 현대에 입단하였다. 데뷔 시즌 주전으로 활약하며 컵대회를 포함하여 32경기에 출전하였다. 2008 시즌 종료 후 은퇴하였다.

### 지도자 경력
국가대표경력
2일 발표된 거스 히딩크 감독이 이끄는 대한민국 국가대표팀 명단에 깜짝 발탁되었다. 26일 이집트와의 경기에서 A매치 데뷔전을 치렀다.